# Jakab Antal (püspök)
Jakab Antal (Kilyénfalva, 1909. március 13. – Gyulafehérvár, 1993. május 5.) erdélyi katolikus püspök.

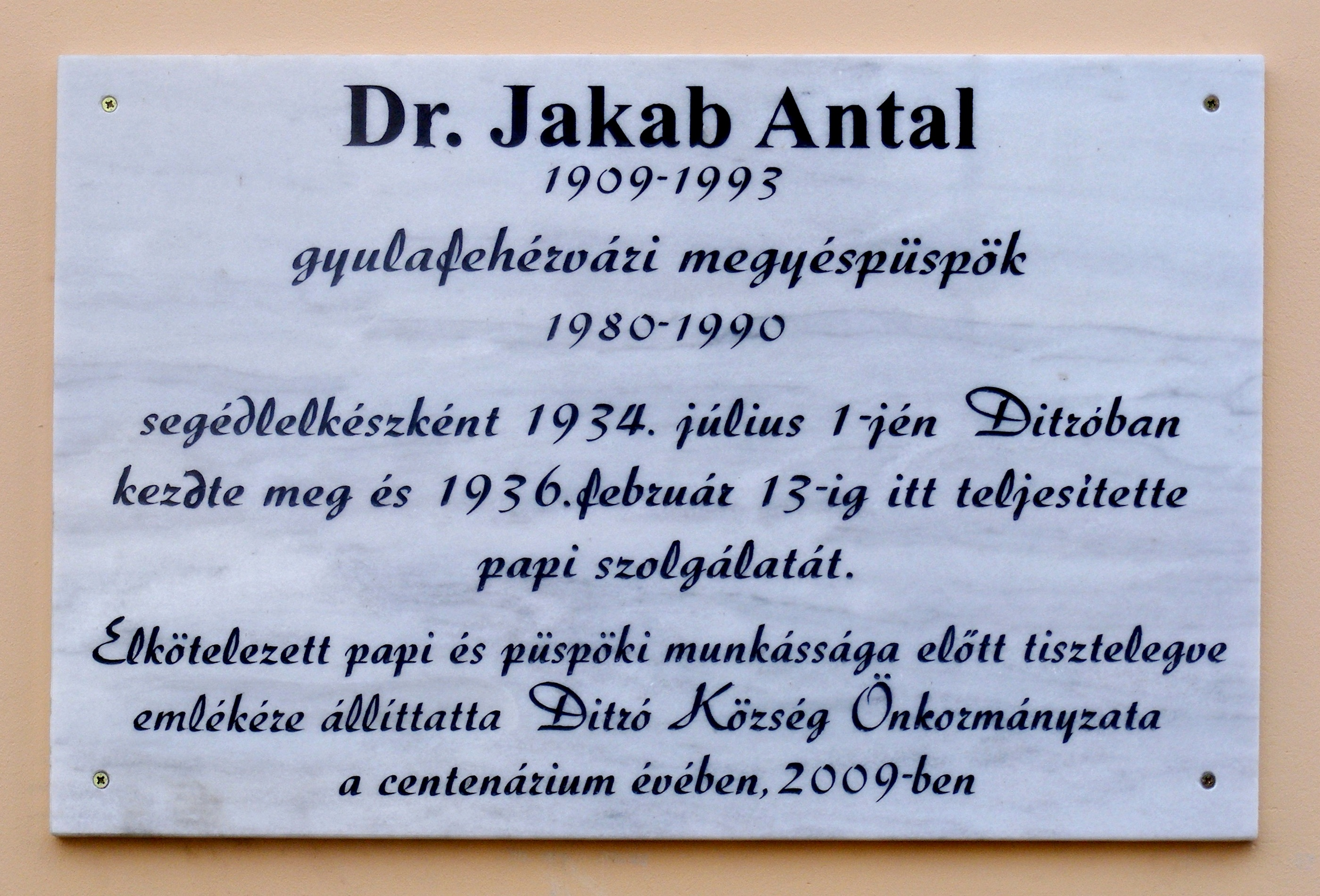
Jakab Antal emlékére állított tábla Ditróban a róla elnevezett téren

## Pályafutása

### Gyermek- és ifjúkora
Jakab Antal 1909. március 13-án született a Csík vármegyei Kilyénfalván, Jakab Antal és György Rozália negyedik gyermekeként. Később még három testvére született. Az elemi iskolát szülőfalujában végezte 1916 és 1922 között, gimnáziumba Gyergyószentmiklósra járt (1922–29), és végül Déván, román nyelvű gimnáziumban érettségizett.
1929-ben kérte a felvételét a gyulafehérvári Papnevelő Intézetbe. 1934. június 29-én szentelte pappá Majláth Gusztáv Károly püspök.

### A fiatal pap
Első kápláni állomáshelye Gyergyóditró volt. Itt jelentős szerepe volt a földművelő fiatalokat összefogó székely legény- és leányegylet, valamint az iparos ifjak életét megszervező  Kolping Legényegylet és a Mária kongregáció megszervezésében. 1936 februárjában püspöke először Gyulafehérvárra nevezte ki káplánnak, majd júliusban már Kolozsvárra helyezte a belvárosi Szent Mihály plébániára, Márton Áron főesperes-plébános mellé. A későbbi püspök itt figyelt fel fiatal munkatársa szorgalmára és kiváló tulajdonságaira.
1939 februárjában Márton Áront püspökké szentelték. Az új püspök Jakab Antalt még ugyanebben az évben további teológiai tanulmányok végzésére Rómába küldte. 1939-ben román állampolgárként a Santa Maria dell’Anima, 1940-től pedig, immár magyar állampolgárként, a Pápai Magyar Intézet növendéke volt. 1942-ben „magna cum laude” minősítéssel védte meg a Lateráni Egyetemen „Az erdélyi egyház hierarchiája a fejedelemség idején (1527-1697)” című doktori disszertációját.
Időközben, az 1940. évi második bécsi döntés következtében, az egyházmegye két részre szakadt. A püspöki székhely, Gyulafehérvár román fennhatóság alatt maradt. Ezért Márton Áron a Magyarországhoz visszakerült Kolozsvárott püspöki helytartóságot hozott létre, és Jakab Antalt hazatérte után, Kolozsvárra helyezte: kinevezte a püspöki helytartósági iroda titkárának.
1944. november 30-tól 1945. augusztus 31-ig plébános-helyettes volt Gyergyószentmiklóson, majd 1945. szeptemberétől 1946. augusztusáig hittanár és lelkész újra Kolozsvárott.

### A kommunista diktatura éveiben
1946 szeptemberétől a gyulafehérvári Hittudományi Főiskolán tanított egyháztörténelmet. 1947-től Márton Áron rábízta a szeminárium prefektusi valamint a gondnoki teendőinek ellátásával járó vicerektori tisztét is. Az elnyomó állam egyre fokozódó szorításában nehéz feladatot jelentett a papi szeminárium létfeltételeinek folyamatos biztosítása.
1949. június 21-én a román állami szervek letartóztatták Márton Áron püspököt. Ettől fogva hosszabb ideig titkosan kinevezett ordináriusok („ideiglenes kormányzók”) irányították az egyházmegyét, akiket a Securitate egymás után letartóztatott. Boga Alajos 1950. május 20-i elfogása után Sándor Imre lett az egyházmegye vezetője, akit 1951 márciusában vettek őrizetbe. Sándor Imre után Jakab Antal vette át az egyházmegye kormányzását. Jakab Antalt 1951. augusztus 24-én tartóztatták le, és vele egy napon Dávid László püspöki titkárt is. Vizsgálati fogságba Piteștire, majd a Belügyminisztérium zsilávai (Jilava) börtönébe szállították. Közvetlenül letartóztatása után olyan súlyosan bántalmazták, hogy agyhártyája bevérzett. Három évig a felsőbányai ólombányában dolgoztatták, majd innen a Duna-csatornához hurcolták kényszermunkára. Összesen több mint 12 évet raboskodott, végigjárva Románia szinte valamennyi börtönét. 1964. április 16-án szabadult. A börtönben, főként az ólombányában töltött évek súlyos nyomot hagytak egészségi állapotán.
Szabadulása után hónapokig nem engedték papként működni. Megrokkant egészségi állapotban szülőfalujában segített rokonainak a mezei munkában. Egy idő után hallgatólagosan megtűrte a hatóság, hogy Görgényszentimrén, majd Búzásbesenyőn lelkipásztorkodhasson. 1966-ban (a korábban kiszabadult) Márton Áron püspök hivatalosan is kinevezte Kerelőszentpál plébánosává. 1967 decemberétől a plébánosi teendők mellett hetente utazott Gyulafehérvárra tanítani. Miután megkapta a gyulafehérvári tartózkodási engedélyt, 1968. október 1-jétől visszanyerte egyházjogi és 1970-től erkölcstanári katedráját. 1970-től művészettörténetet is tanított a papnövendékeknek.

### Püspöki pályafutása
1971. december 23-án VI. Pál pápa kinevezte segédpüspökké – utódlási joggal – Márton Áron mellé. Mivel a román állam nem járult hozzá, hogy Jakab Antalt, amint Márton Áron szerette volna, Kolozsvárott, a Szent Mihály templomban szenteljék püspökké, ezért a szentelésre a római Szent Péter-bazilikában került sor. A szentelést maga VI. Pál pápa végezte 1972. február 13-án.
1980. április 2-ig segédpüspökként szolgálta hűségesen az egyházmegyét. Márton Áron nyugdíjba vonulása után, a legkeményebb ceaușescui diktatúra éveiben ő lett az egyházmegye nyolcvanadik megyés püspöke.
Jakab Antal 81 évesen vonult vissza. II. János Pál pápa 1990. március 14-én nevezte ki utódjának Bálint Lajos addigi segédpüspököt.
1993. május 5-én, 84 éves korában hunyt el súlyos betegségben. A gyulafehérvári székesegyház kriptájában nyugszik nagy elődje, Márton Áron mellett.

## Művei
- Az erdélyi római katolikus püspöki szék betöltésének vitája a XVII. században; Erdélyi Múzeum-Egyesület, Kolozsvár, 1944 (Erdélyi Tudományos Füzetek 186.)
- Jakab Antal püspök szentbeszédei, 1-2.; vál., sajtó alá rend. Varga Gabriella és Vencser László; Új Misszió Alapítvány, Miskolc, 2016

## Emlékezete

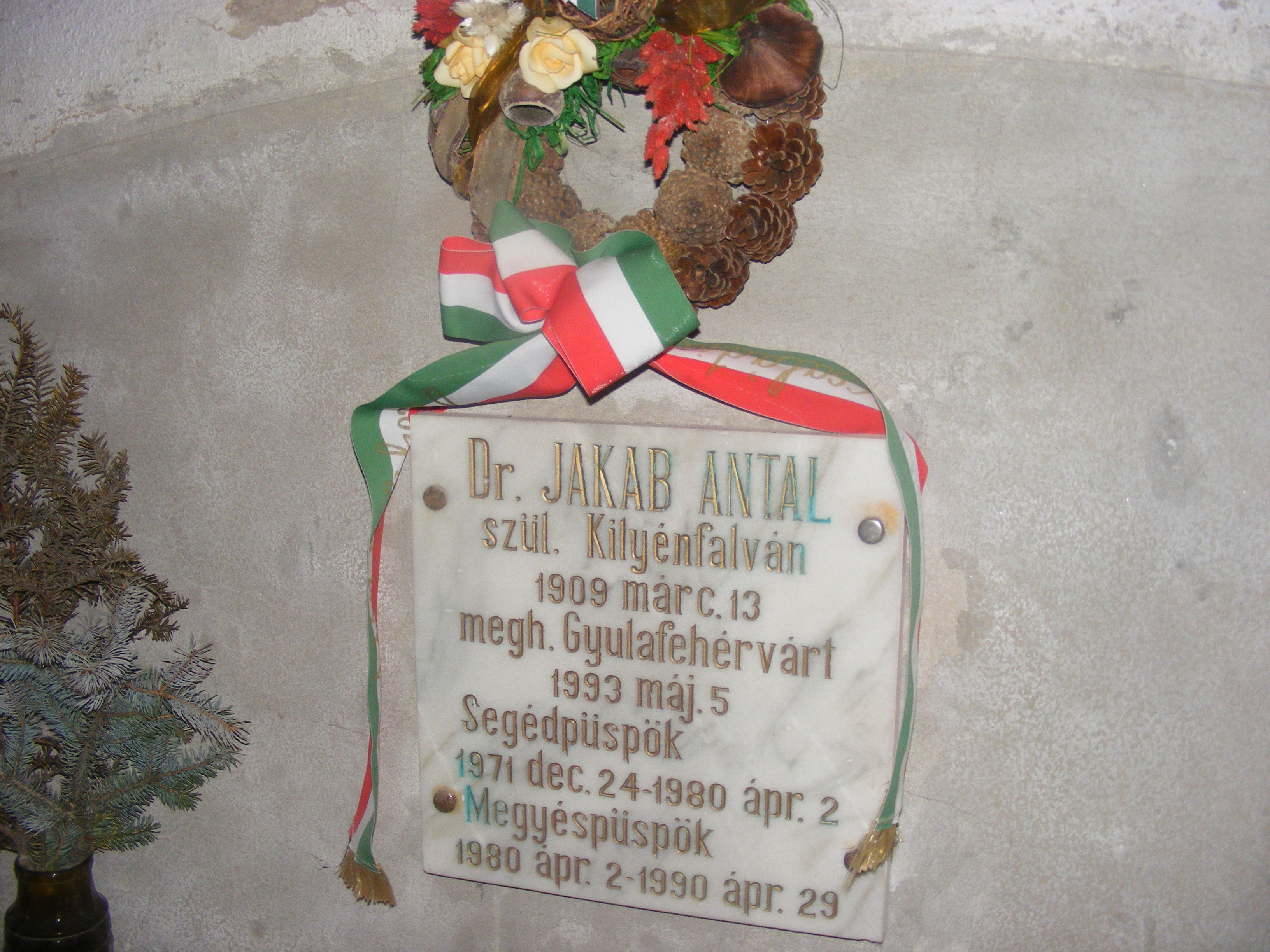
Jakab Antal sírja a gyulafehérvári érseki székesegyház kriptájában.

Halála után számos szobrot szenteltek fel emlékére, és könyvtárat alapítottak. Születésének századik évfordulóján könyvet adtak ki a tiszteletére, Megalkuvás nélkül címmel.
A Gyulafehérvári Caritas által, Csíksomlyón létesített Jakab Antal Tanulmányi Ház névadója.